# George LeRoy Irwin
George LeRoy Irwin, née le 26 avril 1868 à Fort Wayne, à Détroit, dans le Michigan et décédé le 19 février 1931 était un général de l’armée des États-Unis.

## Biographie
Il est le père du général Stafford LeRoy Irwin et le fils du général Bernard John Dowling Irwin.
George est né le 26 avril 1868. Son père était major général dans l'armée, un chirurgien dans le Corps de santé qui a reçu la Médaille d'Honneur durant les guerres d'Apache, et sa mère s'appelle Antoinette Elizabeth Irwin Stahl.
Irwin est diplômé de l'Académie militaire de West Point en 1889. Il sert dans la Guerre hispano-américaine, guerre Guerre américano-philippine, l'occupatio de Cuba de 1906 à 1909 et la Première Guerre mondiale.
Pendant la Première Guerre mondiale, George, est général de brigade, il commande la 57e Brigade d'artillerie de la 32e division d'infanterie (États-Unis) sous le commandement du major-général William George Haan. George s'est distingué au cours de la Seconde bataille de la Marne, dans la Offensive des Cent-Jours et Offensive Meuse-Argonne.
Irwin est décédé le 19 février 1931.
En 1942, le Fort Irwin National Centre a été nommé en son honneur.

## Décorations
- Distinguished Service Cross (États-Unis)
- World War I Victory Medal
- Ordre national de la Légion d'honneur